# Pleospora cytisi
Pleospora cytisi är en svampart som beskrevs av Fuckel 1870. Pleospora cytisi ingår i släktet Pleospora och familjen Pleosporaceae.   Inga underarter finns listade i Catalogue of Life.